# Campeonato Mundial de Natação em Piscina Curta de 2018 - 4x50 m livre masculino
A prova dos 4x50 metros livre masculino do Campeonato Mundial de Natação em Piscina Curta de 2018 foi disputado no dia 14 de dezembro de 2018, no Hangzhou Sports Park Stadium, em Hangzhou, na China. 

## Recordes
Antes desta competição, os recordes mundiais e do campeonato nesta prova eram os seguintes:
|                       | Nome                                                                                               | Nacionalidade | Tempo   | Local | Data                  |
| --------------------- | -------------------------------------------------------------------------------------------------- | ------------- | ------- | ----- | --------------------- |
| Recorde mundial       | Vladimir Morozov (21,01) Jewgienij Sedow (20,37) Oleg Tichobajew (20,59) Siergiej Fiesikow (20,63) | Rússia        | 1:22.60 | Doha  | 6 de dezembro de 2014 |
| Recorde do campeonato | Vladimir Morozov (21,01) Jewgienij Sedow (20,37) Oleg Tichobajew (20,59) Siergiej Fiesikow (20,63) | Rússia        | 1:22.60 | Doha  | 6 de dezembro de 2014 |

Os seguintes recordes mundiais ou do campeonato foram estabelecidos durante esta competição: 
| Data           | Evento | Nome                                                                                  | Nacionalidade  | Tempo   | Notas |
| -------------- | ------ | ------------------------------------------------------------------------------------- | -------------- | ------- | ----- |
| 14 de dezembro | Final  | Caeleb Dressel (20.43) Ryan Held (20.25) Jack Conger (20.59) Michael Chadwick (20.53) | Estados Unidos | 1:21.43 | ,     |

## Medalhistas
| Ouro | Prata | Bronze                                                                            |
| Estados Unidos · Caeleb Dressel · Ryan Held · Jack Conger · Michael Chadwick · Michael Andrew* · Michael Jensen* · Kyle DeCoursey* | Rússia · Vladimir Morozov · Evgeny Sedov · Ivan Kuzmenko · Evgeny Rylov · Kliment Kolesnikov* · Sergey Fesikov* | Itália · Santo Condorelli · Andrea Vergani · Lorenzo Zazzeri · Alessandro Miressi |

*Participaram apenas das eliminatórias, mas também receberam medalhas.

## Resultados

### Eliminatórias
As eliminatórias ocorreram dia 14 de dezembro com um total de 15 nacionalidades. 
| Colocação | Bateria | Raia | Nacionalidade  | Nadadores                                                                                           | Tempo   | Notas            |
| --------- | ------- | ---- | -------------- | --------------------------------------------------------------------------------------------------- | ------- | ---------------- |
| 1         | 1       | 4    | Itália         | Santo Condorelli (21.32) Andrea Vergani (20.80) Lorenzo Zazzeri (20.99) Alessandro Miressi (20.99)  | 1:24.10 | Q                |
| 2         | 2       | 4    | Rússia         | Kliment Kolesnikov (21.55) Ivan Kuzmenko (20.87) Evgeny Sedov (20.80) Sergey Fesikov (20.96)        | 1:24.18 | Q                |
| 3         | 1       | 2    | Estados Unidos | Michael Andrew (21.33) Michael Jensen (21.23) Kyle DeCoursey (21.31) Jack Conger (20.79)            | 1:24.66 | Q                |
| 4         | 2       | 5    | Austrália      | Grayson Bell (21.65) Cameron McEvoy (21.06) Cameron Jones (20.93) Louis Townsend (21.24)            | 1:24.88 | Q                |
| 5         | 1       | 6    | África do Sul  | Brad Tandy (21.16) Chad le Clos (20.96) Douglas Erasmus (21.44) Ryan Coetzee (21.54)                | 1:25.10 | Q,               |
| 6         | 2       | 2    | Bielorrússia   | Hryhory Pekarski (21.74) Yauhen Tsurkin (21.09) Viktar Staselovich (21.51) Artsiom Machekin (21.15) | 1:25.49 | Q                |
| 7         | 1       | 5    | Japão          | Kosuke Matsui (21.41) Katsumi Nakamura (21.00) Kaiya Seki (22.01) Takeshi Kawamoto (21.40)          | 1:25.82 | Q                |
| 8         | 1       | 2    | Alemanha       | Marius Kusch (21.69) Christian Diener (21.66) Damian Wierling (21.32) Ramon Klenz (21.55)           | 1:26.22 | Q                |
| 9         | 2       | 6    | Turquia        | Hüseyin Emre Sakçı (21.52) Iskender Baslakov (21.74) Yalım Acımış (21.74) Kemal Arda Gürdal (21.25) | 1:26.25 | Recorde nacional |
| 10        | 2       | 5    | China          | Yu Hexin (22.11) Cao Jiwen (21.88) He Junyi (21.70) Hou Yujie (21.59)                               | 1:27.28 |                  |
| 11        | 2       | 7    | Roménia        | George Rațiu (22.50) Cătălin Ungur (22.17) Daniel Martin (21.70) Thierry Bollin (21.59)             | 1:27.96 |                  |
| 12        | 2       | 1    | Suíça          | Ivo Staub (22.23) Nils Liess (21.86) Manuel Leuthard (22.06) Thierry Bollin (22.13)                 | 1:28.28 |                  |
| 13        | 1       | 3    | Taipé Chinesa  | Wu Chun-feng (22.02) Chuang Mu-lun (22.13) Huang Yen-hsin (22.33) Lin Chien-liang (22.00)           | 1:28.48 |                  |
| 14        | 1       | 7    | Brasil         | | DNS     |                  |
| 14        | 2       | 7    | Portugal       | | DNS     |                  |

### Final
A final foi realizada em 14 de dezembro. 
| Colocação         | Raia | Nacionalidade  | Nadadores                                                                                          | Tempo   | Notas              |
| ----------------- | ---- | -------------- | -------------------------------------------------------------------------------------------------- | ------- | ------------------ |
| Medalha de ouro   | 3    | Estados Unidos | Caeleb Dressel (20.43) Ryan Held (20.25) Jack Conger (20.59) Michael Chadwick (20.53)              | 1:21.80 | Recorde mundial    |
| Medalha de prata  | 5    | Rússia         | Vladimir Morozov (20.39) Evgeny Sedov (20.82) Ivan Kuzmenko (20.64) Evgeny Rylov (20.37)           | 1:22.22 | Recorde nacional   |
| Medalha de bronze | 4    | Itália         | Santo Condorelli (21.27) Andrea Vergani (20.44) Lorenzo Zazzeri (20.57) Alessandro Miressi (20.62) | 1:22.90 | Recorde nacional   |
| 4                 | 6    | Austrália      | Cameron McEvoy (21.09) Cameron Jones (20.75) Grayson Bell (20.95) Louis Townsend (21.13)           | 1:23.92 | Recorde da Oceania |
| 5                 | 2    | África do Sul  | Brad Tandy (21.22) Chad le Clos (20.31) Douglas Erasmus (21.29) Ryan Coetzee (21.32)               | 1:24.14 | Recorde africano   |
| 6                 | 1    | Japão          | Katsumi Nakamura (21.16) Kosuke Matsui (21.01) Takeshi Kawamoto (21.06) Kaiya Seki (21.46)         | 1:24.69 |                    |
| 7                 | 8    | Alemanha       | Marius Kusch (21.47) Damian Wierling (21.07) Ramon Klenz (21.51) Christian Diener (21.49)          | 1:25.54 |                    |
| 8                 | 7    | Bielorrússia   | Hryhory Pekarski (21.79) Yauhen Tsurkin (21.17) Viktar Staselovich Artsiom Machekin                | DSQ     |                    |

Legenda
| Recorde mundial       | Recorde mundial (World record)               |                       | Recorde africano                      | Recorde africano (African) |                                           | Q | Classificado por posição (Qualified) |
| Recorde do campeonato | Recorde do campeonato (Championship record)  | Recorde da América    | Recorde da América (Americas)         | q                          | Classificado por melhor tempo (Qualified) |   |                                      |
| Melhor marca do ano   | Melhor marca do ano (World leading)          | Recorde asiático      | Recorde asiático (Asian)              | DNS                        | Não largou (Did not start)                |   |                                      |
| Recorde nacional      | Recorde nacional (National record)           | Recorde europeu       | Recorde europeu (European)            | DNF                        | Não terminou (Did not finish)             |   |                                      |
| Recorde pessoal       | Recorde pessoal do atleta (Personal best)    | Recorde da Oceania    | Recorde da Oceania (Oceania)          | DSQ / DQ                   | Desclassificado (Disqualified)            |   |                                      |
| Recorde da temporada  | Recorde da temporada do atleta (Season best) | Recorde sul-americano | Recorde sul-americano (South America) | NM                         | Sem marca (No mark)                       |   |                                      |